# グレート・アメリカン・バッシュ
ザ・グレート・アメリカン・バッシュ（The Great American Bash）は、アメリカ合衆国のプロレス団体WWEが主催していたプロレス興行の名称。また、同興行を扱うPPVの名称でもある。開催は1年に1回。
元々は、NWA（ジム・クロケット・プロモーションズ）の興行として1985年にスタートした。1991年からはWCWの興行となり2000年まで続いたが、WCW崩壊により興行は終了することとなる。2004年にWWEのスマックダウンの興行として復活。2009年にPPVの名前がザ・バッシュ（The Bash）に変更された。2012年にはスマックダウンの通常放送のサブタイトルとして再度復活した。現在はNXTのPLEとして開催されている。

## 試合結果

### 第1回大会（1985年）NWA The Great American Bash 1985
- 開催日 : 7月16日
- 開催場所 : ノースカロライナ州シャーロットのアメリカン・リージョン・メモリアル・スタジアム

- ドッグ・カラー・マッチ -Dog Collar match-

○ジミー・バリアント vs ポール・ジョーンズ●
- ○マニー・フェルナンデス＆バズ・タイラー＆サム・ヒューストン vs スーパースター・ビリー・グラハム＆アブドーラ・ザ・ブッチャー＆コンガ・ザ・バーバリアン（w / ポール・ジョーンズ）●

- △ロン・バス（w / J・J・ディロン） vs バディ・ランデル△

- NWAナショナル・タッグ王座戦 -NWA National Tag Team Championship-

○ミネソタ・レッキング・クルー（オレイ・アンダーソン＆アーン・アンダーソン）(c) vs バズ・ソイヤー＆ディック・スレーター●
- NWA世界タッグ＆AWA世界タッグ ダブル王座戦 -NWA and AWA World Tag Team Title Match-

△ザ・ラシアンズ（イワン・コロフ＆クラッシャー・クルスチェフ）(c / NWA） vs ロード・ウォリアーズ（ホーク＆アニマル）(c / AWA）（w / ポール・エラリング）△
- NWA USヘビー級王座戦 -NWA United States Heayvweight Championship-

○マグナムTA(c) vs カマラ（w / スカンドル・アクバ）●
- NWA世界ヘビー級王座戦 -NWA World Heavyweight Championship-

○リック・フレアー(c) vs ニキタ・コロフ（w / イワン・コロフ）●
- スチール・ケージ・マッチ形式NWA世界TV王座戦 -Steel Cage Match For the NWA World Television Championship-

○ダスティ・ローデス vs タリー・ブランチャード(c)（w / ベイビー・ドール）●

### 1986年
この年は全米13都市で行われた。このうち7月26日にグリーンズボロ・コロシアムで行われたNWA世界ヘビー級選手権試合ではダスティ・ローデスが王者リック・フレアーを破り新王者となった。

### 1987年
この年はアトランタのオムニ、シャーロットのメモリアルスタジアム、マイアミ・オレンジボウルの3会場で開催。

### 第18回大会（2004年）WWE SmackDown!'s The Great American Bash 2004
- 開催日 : 6月27日
- 開催場所 : バージニア州ノーフォークのノーフォーク・スコープ
- 観客動員数 : 6,500人

- サンデー・ナイト・ヒート・マッチ -Sunday Night HEAT Match-

○スパイク・ダッドリー vs ジェイミー・ノーブル●
- フェイタル4ウェイエリミネーション・マッチ形式WWE・US王座戦 -Fatal Four-Way Elimination Match for the WWE United States Championship-

○ジョン・シナ(c) vs ブッカー・T vs レネ・デュプリー vs ロブ・ヴァン・ダム
| 退場順 | スーパースター     | 退場させたスーパースター |
| 1      | ロブ・ヴァン・ダム | ジョン・シナ             |
| 2      | レネ・デュプリー   | ブッカー・T              |
| 3      | ブッカー・T        | ジョン・シナ             |
| 勝者   | ジョン・シナ       |                          |

- ○ルーサー・レインズ（w / カート・アングル） vs チャーリー・ハース（w / ミス・ジャッキー）●

- WWEクルーザー級王座戦 -WWE Cruiserweight Championship-

○レイ・ミステリオ(c) vs チャボ・ゲレロ●
- ○ケンゾー・スズキ（w / ヒロコ） vs ビリー・ガン●

- ○セーブル vs トリー・ウィルソン●

- ○モルデカイ vs ハードコア・ホーリー●

- テキサス・ブルロープ・マッチ形式WWE王座戦 -Texas Bullrope Match for the WWE Championship-

●エディ・ゲレロ(c) vs ジョン "ブラッドショー" レイフィールド○
- コンクリート・クリプト・ハンディキャップ・マッチ -Concrete Crypt Handicap Match-

○ジ・アンダーテイカー vs ダッドリー・ボーイズ（ババ・レイ・ダッドリー＆ディーボン・ダッドリー）●

### 第19回大会（2005年）WWE SmackDown!'s The Great American Bash 2005
- 開催日 : 7月24日
- 開催場所 : ニューヨーク州バッファローのHSBCアリーナ
- 観客動員数 : 8,000人
- 公式大会曲 : Eric & The Hostiles - Pay the Price

- サンデー・ナイト・ヒート・マッチ/WWEクルーザー級王座戦 -Sunday Night HEAT Match/WWE Cruiserweight Championship-

○ポール・ロンドン(c) vs ナンジオ●
- WWEタッグ王座戦 -WWE Tag Team Championship-

●MNM（ジョニー・ナイトロ＆ジョーイ・マーキュリー）(c)（w / メリーナ） vs ハイデンライク＆ロード・ウォリアー・アニマル○
- ○ブッカー・T（w / シャーメル） vs クリスチャン●

- WWE・US王座戦 -WWE United States Championship-

○オーランド・ジョーダン(c) vs クリス・ベノワ●
- 世界ヘビー級王座第一挑戦者決定戦 -Number One Contenders Match for the World Heavyweight Championship-

○ジ・アンダーテイカー vs モハメド・ハッサン（w / デバリ）●
- ○メキシクールズ（フベントゥ＆シコシス＆スペル・クレイジー） vs bWo（スティーブン・リチャーズ＆ノヴァ＆ブルー・ミーニー）●

- シークレット・マッチ -Secret Match-

○レイ・ミステリオ vs エディ・ゲレロ●
- ブラ＆パンティ・マッチ -Bra and Panties Match- スペシャル・レフェリー キャンディス・ミシェル

○メリーナ vs トリー・ウィルソン●
- 世界ヘビー級王座戦 -World Heavyweight Championship-

●バティスタ(c) vs ジョン "ブラッドショー" レイフィールド○
バティスタの反則負けのため王座移動はなし

### 第20回大会（2006年）WWE SmackDown!'s The Great American Bash 2006
- 開催日 : 7月23日
- 開催場所 : インディアナ州インディアナポリスのコンセコ・フィールドハウス
- 観客動員数 : 9,750人
- 公式大会曲 :Black Stone Cherry - Lonely Train

- ダーク・マッチ -Dark Match-

○フナキ vs サイモン・ディーン●
- WWEタッグ王座戦 -WWE Tag Team Championship-

○ポール・ロンドン＆ブライアン・ケンドリック(c) vs ピットブルズ（キッド・キャッシュ＆ジェイミー・ノーブル）●
- WWE・US王座戦 -WWE United States Championship-

○フィンレー(c) vs ウィリアム・リーガル●
- ○グレゴリー・ヘルムズ vs マット・ハーディー●

- プンジャビ・プリズン・マッチ -Punjabi Prison Match-

○ジ・アンダーテイカー vs ビッグ・ショー●
- フェイタル4ウェイ・ブラ＆パンティ・マッチ -Fatal Four-Way Bra and Panties Match-

○アシュリー vs クリスタル vs ジリアン vs ミシェル・マクール
- バティスタ・オープン・チャレンジ -Batista's Open Challenge-

○ミスター・ケネディ vs バティスタ●
バティスタの反則負け
- 世界ヘビー級王座戦 -World Heavyweight Championship-

●レイ・ミステリオ(c) vs キング・ブッカー（w / シャーメル）○

### 第21回大会（2007年）WWE The Great American Bash 2007
- 開催日 : 7月22日
- 開催場所 : カリフォルニア州サンノゼのHPパビリオン
- 観客動員数 :14,900人
- 公式大会曲 :Cobra Starship - The Church of Hot Addiction

- ダーク・マッチ -Dark Match-（SmackDown!）

○チャック・パルンボ vs クリス・マスターズ●
- WWE・US王座戦 -WWE United States Championship-（SmackDown!）

○MVP(c) vs マット・ハーディー●
- クルーザー級オープン形式WWEクルーザー級王座戦 -Cruiserweight Open for the WWE Cruiserweight Championship-（SmackDown!）

●チャボ・ゲレロ(c) vs フナキ vs ジミー・ワン・ヤン vs ジェイミー・ノーブル vs シャノン・ムーア vs ホーンスワグル○
- シンガポール・ケイン・マッチ -Singapore Cane Match-

○カリート vs サンドマン●
- WWE女子王座戦 -WWE Women's Championship-（RAW）

○キャンディス・ミシェル(c) vs メリーナ●
- WWEインターコンチネンタル王座戦 -WWE Intercontinental Championship-（RAW）

○ウマガ(c) vs ジェフ・ハーディー●
- ECW世界王座戦 -ECW World Championship-（ECW）

○ジョン・モリソン(c) vs CMパンク●
- テキサス・ブルロープ・マッチ -Texas Bullrope Match-（RAW）

○ランディ・オートン vs ダスティ・ローデス●
- 世界ヘビー級王座戦 -World Heavyweight Championship-（SmackDown!）

○グレート・カリ(c) vs バティスタ vs ケイン●
- WWE王座戦 -WWE Championship-（RAW）

○ジョン・シナ(c) vs ボビー・ラシュリー●

### 第22回大会（2008年）WWE The Great American Bash 2008
- 開催日 : 7月20日
- 開催場所 : ニューヨーク州ユニオンデールのナッソー・コロシアム
- 観客動員数 :14,126人
- 公式大会曲 : American Bang - Move To The Music

- ダーク・マッチ -Dark Match-

○ウマガ vs ミスター・ケネディ●
- フェイタル4ウェイ形式WWEタッグ王座戦 -Fatal Four-Way Match for the WWE Tag Team Championship-（SmackDown!）

ジョン・モリソン＆ザ・ミズ(c) vs ジェシー＆フェスタス● vs ジ・エッジヘッズ（カート・ホーキンス＆ザック・ライダー）○ vs フィンレー＆ホーンスワグル
- US王座戦 -WWE United States Championship-（SmackDown!）

●マット・ハーディー(c) vs シェルトン・ベンジャミン○
- ECW王座戦 -ECW Championship-（ECW）

○マーク・ヘンリー(c) vs トミー・ドリーマー●
- ○クリス・ジェリコ vs ショーン・マイケルズ●（RAW）

- 初代ディーヴァズ王者決定戦 -determine the inaugural WWE Divas Champion-（SmackDown!）

○ミシェル・マクール vs ナタリヤ●
- 世界ヘビー級王座戦 -World Heavyweight Championship-（RAW）

△CMパンク(c) vs バティスタ△
ケインの乱入により引き分け、CMパンクが王座防衛
- ニューヨーク市駐車場ブロウル戦 -New York City Parking Lot Brawl-（RAW）

○ジョン "ブラッドショー" レイフィールド vs ジョン・シナ●
- WWE王座戦 -WWE Championship-（SmackDown!）

○トリプルH(c) vs エッジ●

### 2020年
この年は12年ぶりに開催。NXTを中心に開催。
第一部 (7月1日)
| No.                                        | 結果                                                                           | 試合形式                                                                    | 時間  |
| ------------------------------------------ | ------------------------------------------------------------------------------ | --------------------------------------------------------------------------- | ----- |
| 1                                          | ○ティーガン・ノックス vs. ダコタ・カイ vs. キャンディス・レラエ vs. ミア・イム | フェイタル・フォーウェイ・エリミネーション形式NXT女子王座#1コンテンダー戦   | 20:37 |
| 2                                          | ○ティモシー・サッチャー vs. オニー・ローキャン●                                | シングル戦                                                                  | 11:32 |
| 3                                          | ○リア・リプリー vs. アリーヤ & ロバート・ストーン●                             | ハンディーキャップ戦 リア・リプリー敗北: ロバート・ストーン・ブランドに加入 | 10:03 |
| 4                                          | ○デクスター・ルーミス vs. ロデリック・ストロング●                              | ストラップ戦                                                                | 16:00 |
| 5                                          | ○紫雷イオ vs. サーシャ・バンクス● (with ベイリー)                              | シングル戦                                                                  | 14:01 |
| - (c) – 試合開始時点でのチャンピオンを指す |                                                                                |                                                                             |       |

第二部 (7月8日)
| No.                                                                                 | 結果 | 試合形式                              | 時間  |
| ----------------------------------------------------------------------------------- | --- | ------------------------------------- | ----- |
| 1D                                                                                  | ○トニー・ニース vs. レオン・ラフ● | シングル戦                            | -     |
| 2                                                                                   | ○キャンディス・レラエ vs. ミア・イム● | ストリート・ファイト戦                | 15:51 |
| 3                                                                                   | ○ブロンソン・リード vs. トニー・ニース● | シングル戦                            | 5:18  |
| 4                                                                                   | ○ジョニー・ガルガノ vs. アイザイア・"スワーヴ"・スコット● | シングル戦                            | 14:18 |
| 5                                                                                   | ○レガード・デル・ファンタズマ (サントス・エスコバル, ラウール・メンドーザ & ホアキン・ワイルド) vs. ブリーザンゴ (タイラー・ブリーズ & ファンダンゴ) & ドレイク・マーヴェリック● | 6人タッグ戦                           | 10:38 |
| 6                                                                                   | ○メルセデス・マルティネス vs. サンタナ・ギャレット● | シングル戦                            | 2:39  |
| 7                                                                                   | ○キース・リー (NXT北米王者) vs. アダム・コール● (NXT王者) | 勝者総取り形式NXT王座 & NXT北米王座戦 | 19:55 |
| - (c) – 試合開始時点でのチャンピオンを指す - D – ダーク・マッチで行われた試合を指す | |                                       |       |